# Bảo tàng Okręgowe ở Nowy Sącz

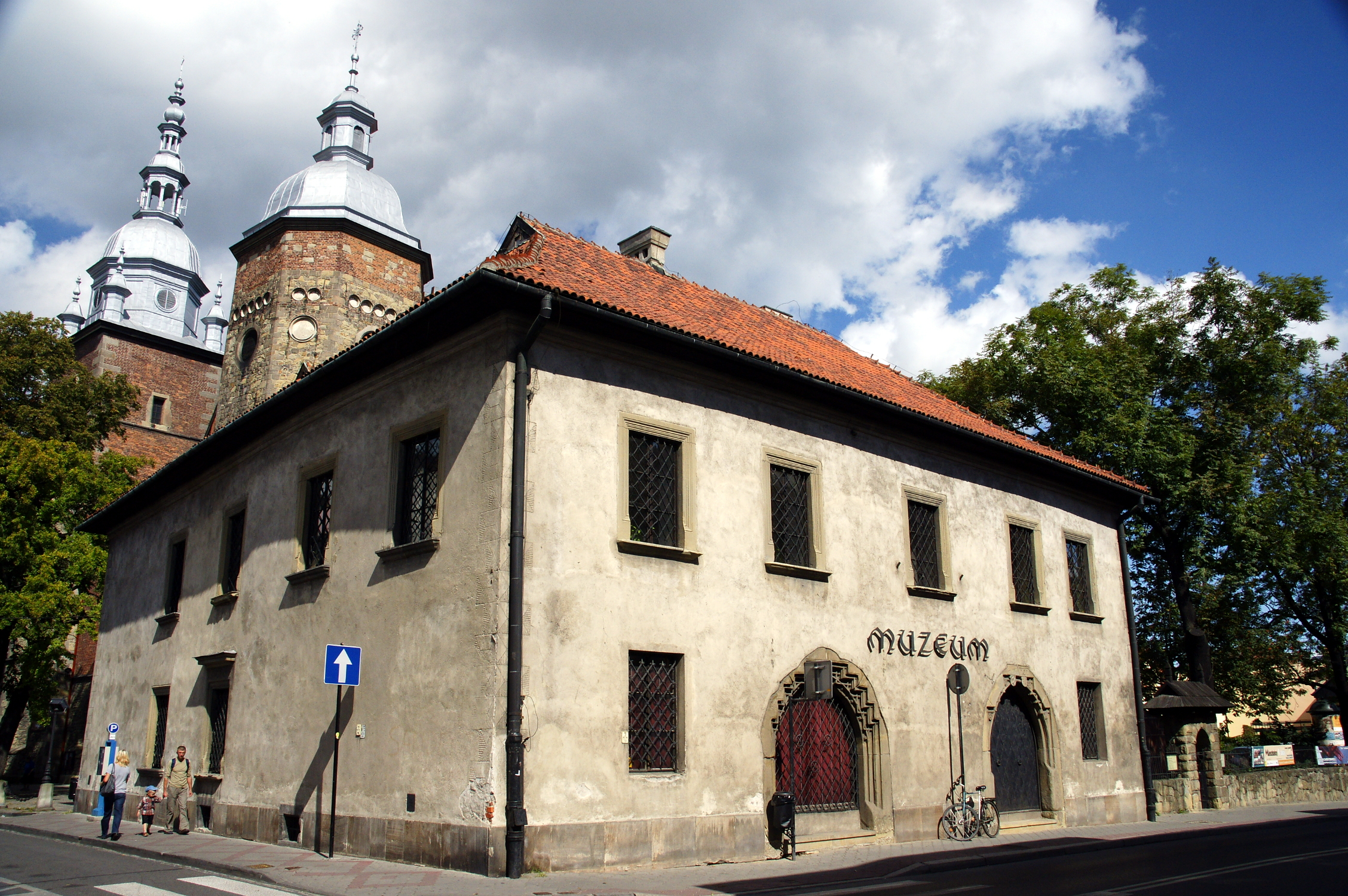
Nhà Gothic - Một phần của bảo tàng

Bảo tàng Okręgowe nằm ở Nowy Sącz, Ba Lan.

## Lịch sử
Sự khởi đầu của các bảo tàng ở Nowy Sącz là những năm 80 và 90 của thế kỷ 19. Năm 1896, Józef Wieniawa-Zubrzycki dành ngôi nhà của mình trên đường Jagiellońska 35 cho thư viện và bảo tàng thành phố. Tuy nhiên, các bảo tàng chưa bao giờ được xây dựng và tổ chức triển lãm ở đó. Bộ sưu tập thỉnh thoảng được triển lãm ở những nơi khác nhau, ví dụ như trong tòa thị chính ở Nowy Sącz. Mặc dù các nghị quyết tiếp theo đã được thông qua vào năm 1909 và 1910 về việc thành lập bảo tàng, nhưng chỉ sau khi Thế chiến I kết thúc, ý tưởng này mới được trả lại. Sau khi giành lại độc lập, công việc đã được bắt đầu vào việc tái thiết lâu đài ở Nowy Sącz và có thể bao gồm cả thư viện và bảo tàng. Cuối cùng, các bộ sưu tập ở bảo tàng đã được cung cấp vào ngày 12 tháng 8 năm 1938.
Tuy nhiên, vào năm sau, khi đối mặt với sự chiếm đóng của Đức, một số vật thể có giá trị nhất lại một lần nữa nằm trong tay tư nhân để bảo vệ và che giấu chúng. Vào tháng 1 năm 1945, một vụ nổ đạn dược đã làm hư hại lâu đài và các triển lãm bảo tàng khác. Một số lượng không đáng kể các cuộc triển lãm đã được tìm thấy trong tàn tích lâu đài. Sau chiến tranh, việc thu thập lại bắt đầu.

## Triển lãm
- Nghệ thuật từ thế kỷ 14

- Lâu đài Hoàng gia ở Nowy Sącz

- Bộ sưu tập chân dung của thị trưởng Nowy Sącz từ 1870 đến 1914

- Nghệ thuật dân gian cổ đại của thế kỷ 18 - đầu thế kỷ 20

- Nghệ thuật nhà thờ.